# يوبي سوفت برشلونة
يوبي سوفت برشلونة (بالإنجليزية: Ubisoft Barcelona)‏ هي شركة إسبانية متخصصة في ألعاب الفيديو، تأسست عام 1998 ويقع مقرها في برشلونة. تقوم الشركة بـ تطوير ألعاب الفيديو. من أشهر ألعابها درايفر: باراليل لاينز.

## تاريخ الشركة
فتحت الشركة ابوابها في عام 1998 وحاليا توظف حوالي 50 موظف